# Yaginumia medog
Espèce
Yaginumia medog est une espèce d'araignées aranéomorphes de la famille des Araneidae.

## Distribution
Cette espèce est endémique du Tibet en Chine,. Elle se rencontre dans le xian de Mêdog.

## Description
Le mâle holotype mesure 3,20 mm et la femelle paratype 4,55 mm.

## Systématique et taxinomie
Cette espèce a été décrite par Mi et Wang en 2025.

## Étymologie
Son nom d'espèce lui a été donné en référence au lieu de sa découverte, le xian de Mêdog.

## Publication originale
- Mi, Wang & Su, 2025 : « Revision of the orb-weaving spider genus Yaginumia Archer, 1960 (Araneae, Araneidae) from China. » ZooKeys, vol. 1223, p. 169-184 (texte intégral).